# Pimoa gandhii
Espèce
Pimoa gandhii est une espèce d'araignées aranéomorphes de la famille des Pimoidae.

## Distribution
Cette espèce est endémique du Jammu-et-Cachemire en Inde,. Elle se rencontre vers Pahalgam.

## Description
Le mâle holotype mesure 3,7 mm.

## Étymologie
Cette espèce est nommée en l'honneur de Mohandas K. Gandhi.

## Publication originale
- Hormiga, 1994 : A revision and cladistic analysis of the spider family Pimoidae (Araneoidea: Araneae). Smithsonian Contributions to Zoology, no 549, p. 1-104 (texte intégral).